# مارتن ألوود
مارتن صامويل ألوود (13 أبريل 1916 - 16 يناير 1999) كان معلمًا للغة السويدية وكاتبًا وعالم إجتماع ومترجمًا وأستاذًا باللغة السويدية. كان والد الأستاذين ينز ألوود وكارل مارتن ألوود.